# Mesembia juarenzis
Mesembia juarenzis is een insectensoort uit de familie Anisembiidae, die tot de orde webspinners (Embioptera) behoort. De soort komt voor in Mexico.
Mesembia juarenzis is voor het eerst wetenschappelijk beschreven door Mariño & Márquez in 1984.